# Podere

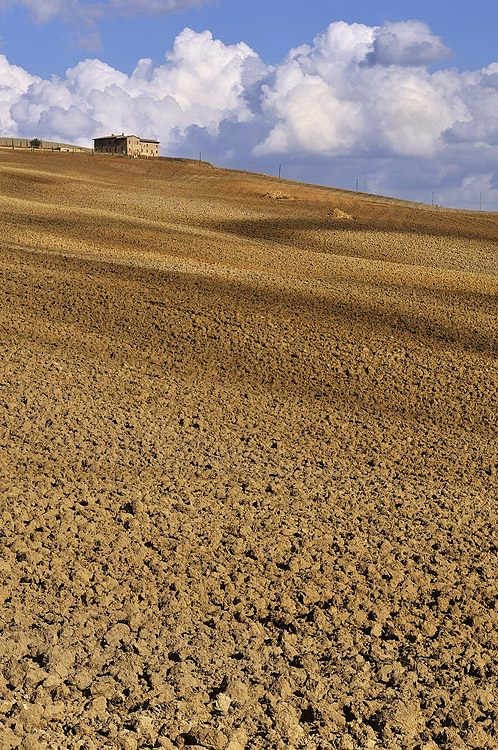
Terre di un podere in val d'Orcia

Il podere (in latino praedium) è l'unità fondiaria elementare di una società rurale, che comprende tutte le strutture necessarie per l'insediamento e la realizzazione di un reddito sufficiente a garantire il sostentamento di una famiglia contadina. 
Il termine "podere" ha significato l'estensione coltivabile proporzionata al potere (potenzialità) di lavoro della famiglia contadina insediata sul fondo.

## Contesto sociale e storico
In Italia, il podere ha rappresentato un elemento strutturale fondamentale della società rurale per diversi secoli, dal Medioevo fino agli anni sessanta, epoca in cui, in buona parte del territorio italiano, si è intensificato l'esodo dalle campagne a favore dell'urbanizzazione e dell'industrializzazione. 
L'esistenza dei poderi in un determinato territorio era subordinata al contesto storico, sociale e ambientale. L'appoderamento manca ad esempio nei territori in cui si era sviluppato il latifondismo, oppure dove vigeva spesso l'uso collettivo delle terre, oppure dove l'attività prevalente era la pastorizia transumante. Manca anche nelle aree marginali a limitata vocazione agronomica, dove l'esercizio dell'agricoltura era possibile solo con l'adozione di sistemi che non presupponevano la colonizzazione stabile dei fondi rustici.
Attualmente, con la modernizzazione dell'agricoltura, le evoluzioni occorse negli ultimi decenni nella società rurale, l'avvento di nuove forme di imprenditoria agricola, il podere ha perso del tutto - in Italia - la sua originaria funzione. In diverse località del territorio italiano mantiene, tuttavia, ancora una parte delle sue caratteristiche strutturali e costituisce soprattutto un elemento paesaggistico e culturale più che economico.

## Caratteristiche del podere
Per le sue finalità il podere comprende oltre alla terra nuda anche quei miglioramenti fondiari necessari per l'abitazione stabile della famiglia e l'esercizio dell'attività agricola. Ne consegue che un podere è sempre dotato di casa colonica, ricoveri per gli attrezzi e gli animali, eventuali opifici per l'esercizio delle industrie agrarie (in genere la cantina o il caseificio), oltre agli investimenti necessari per incrementare la produttività della terra nuda: il vigneto o altre piantagioni legnose, il pozzo o altre fonti di approvvigionamento irriguo, ecc.
Una prerogativa fondamentale del podere è che da un lato deve consentire, per tutto l'anno, l'assorbimento di tutta la forza lavoro disponibile nell'ambito della famiglia e nel contempo garantire la sussistenza di tutti i componenti. Per tali ragioni il podere si configura con i seguenti caratteri:
- ha un indirizzo produttivo misto, in grado di ottimizzare la distribuzione e la piena occupazione del lavoro famigliare, e con un ricorso minimo alla manodopera esterna (braccianti);
- ha un'estensione rapportata alla produttività sia del lavoro sia della terra e agli ordinamenti colturali adottati.

Ne consegue che la fisionomia di un podere varia di regione in regione per estensione, tradizione socio-culturale, ordinamento produttivo.
Un altro aspetto di particolare interesse è che l'appoderamento permette nel tempo un notevole incremento del valore del capitale fondiario attraverso la realizzazione di miglioramenti fondiari ad alto rapporto lavoro/capitale. Questo processo, detto capitalizzazione del lavoro si basa fondamentalmente sulla composizione numerosa della famiglia contadina e sull'avvicendamento stagionale delle condizioni climatiche. Durante la stagione invernale si verifica un surplus di forza lavoro disponibile che non può essere assorbito dalle attività colturali. Questo surplus si utilizza in questi periodi per l'esecuzione di lavori che creano un valore aggiunto incorporato stabilmente, sotto forma di miglioramento fondiario, nel fondo: lo scavo di pozzi, la realizzazione di sistemazioni superficiali del terreno e di opere irrigue, lo spietramento, l'impianto e il reimpianto del vigneto e del frutteto, la loro manutenzione annuale (potatura, manutenzione dei tutori), la costruzione di muri, la realizzazione di terrazzamenti sono esempi di investimenti, ad alto tasso di lavoro e a basso tasso di capitale, che hanno modificato drasticamente nel corso dei secoli la connotazione ambientale e paesaggistica di molte zone del territorio italiano.

## Forme di conduzione
Le forme di conduzione del podere erano strettamente legate alla struttura sociale e politica che si è evoluta nel territorio italiano nel corso del Medioevo. Fondamentalmente si possono ricondurre a tre tipologie:
- la piccola proprietà contadina, dove la famiglia aveva anche il possesso a pieno titolo del fondo;
- l'affitto, che si identificava prevalente nell'enfiteusi o nei vari rapporti di vassallaggio che caratterizzavano la società feudale e postfeudale;
- la gestione associativa, che ha raggiunto la sua massima espressione con la mezzadria propriamente detta o colonia parziaria appoderata.

La diffusione di queste forme era strettamente legata al contesto storico e politico, soprattutto in relazione a come si è evoluta la proprietà terriera. Ad esempio, dove si è sviluppato il latifondismo l'appoderamento ha assunto una collocazione marginale in quanto la società rurale era fondamentalmente composta da braccianti e pastori, mentre in altri territori a forte connotazione feudale si sviluppavano forme di gestione basate sulla piccola proprietà, sull'affitto e, in seguito, anche sulla mezzadria. In generale la connotazione della forma di conduzione dei poderi era determinata dallo stato di ricchezza delle famiglie contadine: la piccola proprietà ha avuto una diffusione limitata alle famiglie facoltose, spesso; l'affitto era la forma più naturale per gli strati sociali più poveri, con contropartite che comprendevano il conferimento di parte del raccolto e la prestazione d'opera, sotto forma di lavoro, a beneficio del proprietario del fondo, che secondo i casi era il signore del feudo o un ente monastico. Una particolare variante dell'affitto era l'enfiteusi, esistente già all'epoca Romana, che presupponeva lo svolgimento della prestazione d'opera nella realizzazione di opere di miglioramento fondiario nel fondo concesso in affitto.
In Toscana, Emilia, Romagna e Marche si è largamente diffusa storicamente la mezzadria, un contratto di gestione associativa che ha caratterizzato profondamente la struttura sociale delle campagne in queste regioni. Nella colonia parziaria appoderata, la figura imprenditoriale s'identifica in due soggetti: da un lato il concedente, che si identifica nel proprietario fondiario, possessore di un certo numero di poderi e provvisto di una disponibilità finanziaria in grado di investire come capitale di esercizio; dall'altro il mezzadro, che si identifica nel capofamiglia di una famiglia colonica. Il concedente assegnava, con contratti di durata pluriennale, ogni podere ad un mezzadro; il contratto prevedeva una specifica ripartizione sia nel conferimento dei fattori produttivi (terra, lavoro, capitale) sia nel beneficio dei prodotti: in generale il concedente conferiva l'intero capitale fondiario (terreno, casa colonica e miglioramenti fondiari) e il mezzadro l'intero lavoro manuale, mentre il capitale di esercizio in generale era conferito da entrambe le parti; la direzione era fondamentalmente di competenza del concedente. I prodotti erano ripartiti in parti uguali fra concedente e mezzadro. Le competenze delle due parti variavano comunque in funzione degli usi locali e prevedevano specifici obblighi: ad esempio, il concedente aveva l'impegno di dare sostegno alla famiglia colonica nei periodi in cui i prodotti non garantivano il sostentamento, con diritto di rivalsa sui prodotti, mentre il mezzadro doveva sobbarcarsi l'onere del pagamento dei salari agli eventuali braccianti impiegati. I criteri di ripartizione degli obblighi e dei benefici furono in seguito definiti giuridicamente nel Codice Civile.

## Ilpodere modellodi Cosimo Ridolfi
Il marchese Cosimo Ridolfi dedicò molte energie e danaro per trasformare una propria proprietà: il Meleto in comune di Castelfiorentino, nella Val d'Elsa in un podere modello. 
Il terreno gli era pervenuto come vasta tenuta magnatizia,  tipica delle più illustri famiglie toscane, ma l'occhio con cui fu gestita è stato sempre quello di costituire un modello anche per unità poderali di più piccole dimensioni.
Cosimo Ridolfi oltre a molte sperimentazioni, iniziò ad ospitare gratuitamente 10 giovani per insegnare la miglior tecnica per gestire i poderi e successivamente anche altri giovani abbienti per meglio amministrare le loro proprietà.

## Gli altri studi
Nel 1862 Pietro Cuppari,  pubblica il Saggio di ordinamento dell'azienda rurale pensando espressamente all'unità poderale, che cerca così di estendere dalla parte settentrionale della Toscana a quella meridionale, dove invece erano diffuse unità maggiori. Lo studio prende in considerazione
una unità di poco più di 12 ettari, prevalentemente pianeggiante, ipotizzando una conduzione diretta del proprietario con l'ausilio di manodopera salariata, pensando ad un avvicendamento colturale quadriennale, intercalato da un prato di erba medica fuori rotazione. 

## Il percorso storico
La nascita dei poderi in Italia ha le sue radici nell'evoluzione della società feudale. La loro diffusione pertanto è strettamente legata alle vicende storiche e politiche che hanno riguardato le varie regioni d'Italia, differenziando i livelli di organizzazione della società rurale sia geograficamente sia cronologicamente.

### Il Basso Medioevo
Nel Basso Medioevo l'unità economica fondamentale, nelle regioni settentrionali e centrali, era il feudo. Il feudatario era proprietario del territorio e nei confronti dei suoi vassalli esercitava dei doveri e dei diritti: il dovere di proteggere i sottoposti e di amministrare la società, il diritto di fruire di una parte dei beni prodotti dall'attività agricola e pastorale. Le terre adiacenti ai villaggi e al castello erano usate per l'esercizio dell'agricoltura, quelle più distanti per lo sfruttamento delle risorse naturali: il diritto di caccia per il feudatario, il diritto di pascolo e di legnatico per i popolani. 
La società rurale era fondamentalmente composta da contadini liberi, servi della gleba, piccoli artigiani. La struttura economica era organizzata in modo tale da rendere il feudo come un sistema economico chiuso.
Nel sud dell'Italia il feudalesimo si è imposto cronologicamente più tardi, introdotto, secondo le regioni, dai Normanni o dagli Aragonesi e ha risentito della presenza di strutture socioeconomiche derivate da contesti politici differenti, come ad esempio la Sardegna giudicale e pisana e la Sicilia araba. Nell'Italia meridionale e insulare si erano create strutture socioeconomiche differenti, in quanto parte delle terre erano confluite nel demanio dei villaggi e assegnate a rotazione dall'autorità del villaggio secondo l'istituto dell'uso collettivo. A questa realtà, che coesisteva con una forma di vassallaggio che si esercitava sui fondi di proprietà dei Signori e della Chiesa, si aggiunge anche la propensione agli scambi commerciali, perciò l'avvento del feudalesimo non ha assunto i connotati tipici di quello del Basso Medioevo.
Nel complesso queste differenze hanno portato ad una diffusione prevalente della struttura fondiaria appoderata nel Centro e in parte del Nord dell'Italia.

### L'appoderamento
Lo sviluppo dell'appoderamento si può far risalire al XIII secolo come conseguenza del conflitto fra Comuni e Feudalesimo . Il fiorire degli scambi commerciali e di altre attività economiche nei Comuni e nelle Repubbliche Marinare richiamava parte della popolazione contadina della società feudale, soprattutto fra i liberi , minando gli equilibri su cui si basava la struttura economica del feudo; questo processo si svolse soprattutto nell'Italia centrale. 
Per arginare il processo, i Signori dei feudi furono costretti a modificare i rapporti di dipendenza con la popolazione rurale. Il fine era quello di trattenere i contadini incentivandone l'interesse a legarsi alla terra. Aumentarono perciò le concessioni di terre con l'istituto dell'enfiteusi o, soprattutto fra i territori di proprietà degli enti ecclesiastici e monastici, con la formazione della piccola proprietà. Da esecutore di un processo produttivo a cui era fondamentalmente estraneo, il contadino si legava stabilmente al fondo, realizzando nel tempo l'interesse a migliorarne la produttività e garantire la sopravvivenza del rapporto di generazione in generazione. Contemporaneamente si evolsero le prime forme di gestione associativa che avrebbero assunto nel tempo la connotazione della mezzadria.
In seguito, la suddivisione del territorio agricolo in poderi vide anche un flusso di ritorno dalle città, che riguardava famiglie facoltose interessate a investire nella campagna i proventi realizzati con attività commerciali e artigiane. Questa tendenza incrementò l'incidenza della proprietà contadina, anche se spesso questi strati sociali mantenevano i propri interessi nelle città.
Un aspetto importante della comparsa dei poderi è l'aumento dei miglioramenti fondiari, in particolare i dissodamenti, e un'espansione della superficie investita a colture arboree, in particolare la viticoltura e l'olivicoltura. La prospettiva di operare sullo stesso fondo per un tempo indeterminato e di lasciare in eredità, ai propri discendenti, i frutti degli investimenti ha rappresentato un forte incentivo al miglioramento della produttività dei fondi.

### L'Era moderna
Nel corso dell'Era moderna la struttura fondiaria si diversificò nelle diverse regioni del territorio italiano, in subordine ai differenti contesti politici e sociali. Il consolidarsi delle monarchie nazionali determinò la completa trasformazione del vecchio sistema feudale. In molte parti del territorio italiano si conservò un sistema feudale che aveva prerogative decisamente diverse da quello medievale, assumendo una connotazione più economica che sociopolitica. Del vecchio feudalesimo restavano gli aspetti negativi, che furono - insieme ad altri fattori contestuali - la causa delle forti tensioni sociali sviluppatesi nella società rurale. Questo sistema perdurò fino all'età napoleonica, che decretò la scomparsa definitiva del feudalesimo in tutte le sue forme.
La piccola e media proprietà fondiaria, che ormai andava consolidandosi, era subordinata al controllo politico ed economico dei Signori e, in molte regioni, ad una struttura organizzativa dello Stato centralistica e burocratica. I costi dei privilegi concessi dai monarchi ai signori locali e agli enti ecclesiastici e della struttura burocratica si scaricavano in forma di una maggiore pressione fiscale sugli strati sociali più bassi e sulla nascente borghesia. A questi fattori si aggiunge l'instaurazione di politiche economiche protezioniste, che ponevano un forte vincolo all'evoluzione dell'agricoltura.
In buona parte dell'Italia si sviluppò la grande proprietà terriera accompagnata a vari livelli, secondo le regioni, dalla piccola e media proprietà e, in alcuni casi, dalla proprietà collettiva. Fra struttura fondiaria e struttura agraria non c'era però una corrispondenza e questo ha determinato, nel corso dei secoli, l'evoluzione di regimi agrari notevolmente differenti fra Italia meridionale, centrale e settentrionale.
Nel Nord Italia, in particolare in Piemonte e Lombardia si crearono le condizioni per la diffusione dell'affitto capitalista, con l'allocazione delle terre a grandi affittuari provvisti di capitali da investire in agricoltura. Nel Sud e nelle Isole si sviluppò il latifondo, ma la grande proprietà terriera, che faceva capo, spesso, a signori che vivevano distanti dalle loro proprietà . A fianco del latifondo fioriva l'affitto, ma in forma completamente diversa da quello del nord: le grandi proprietà venivano frazionate e concesse in affitto ai contadini. Nel Centro si crearono invece le condizioni per la diffusione, a fianco della grande proprietà signorile, della piccola proprietà e della mezzadria e, quindi, della struttura fondiaria organizzata per poderi.

### L'Ottocento
Il XIX secolo ha determinato nelle campagne drastici cambiamenti, talvolta di portata tale da provocare l'avvio dei flussi migratori dall'Europa verso le Americhe. L'agricoltura europea ha subito una spiccata evoluzione con l'ammodernamento delle tecniche, la diffusione di nuove colture, la realizzazione di opere di bonifica, la tendenza a trasformare i regimi colturali da estensivi a intensivi.
L'Ottocento è stato anche il secolo delle forti tensioni sociali, nella società rurale, in tutta l'Europa e in Italia furono il preludio alle trasformazioni che si realizzarono nel secolo successivo. La concezione liberista che permeava nell'Italia prima e dopo l'unificazione, ha prodotto una politica agraria che fondamentalmente privilegiava le grandi e medie proprietà e la fiorente agricoltura di tipo capitalista ma creava le condizioni per l'aggravarsi del malessere sociale, che sfociò con fenomeni quali ad esempio la nascita del proletariato rurale nel nord, del banditismo in Sardegna, del brigantaggio nel sud, l'emigrazione verso il Sudamerica. Una tendenza sempre più accesa era la richiesta di terre da parte degli strati sociali più poveri, tendenza che raggiunse il suo apice nel XX secolo.

### Il Novecento
Nel corso del XX secolo sopravvissero come forme di conduzione dei poderi solo la mezzadria e la piccola proprietà contadina, mentre l'affitto ha avuto un ruolo marginale soprattutto a seguito della scomparsa dell'enfiteusi e, in generale, della prestazione d'opera. Questa realtà si era sviluppata però fondamentalmente nell'Italia centrale, mentre al nord e al sud si erano consolidate forme di gestione che facevano capo alla grande proprietà. 
In buona parte dell'Italia la risposta politica alla forte pressione delle masse popolari sulla terra determinò una drastica trasformazione della struttura fondiaria, portando all'affermazione della piccola proprietà contadina, in parte nel primo dopoguerra e, soprattutto, nel secondo dopoguerra. 
Le azioni di politica agraria fondamentali, che hanno permesso il successo della piccola proprietà contadina in Italia, sono rispettivamente la bonifica integrale nel primo dopoguerra e la Riforma fondiaria nel secondo. Fu questa l'azione più impegnativa in termini di estensione in quanto ha permesso la diffusione dell'appoderamento anche e soprattutto nei territori tradizionalmente interessati dal latifondismo.

## La riforma fondiaria
Se la bonifica integrale ha permesso la colonizzazione di aree malsane e, quindi, l'espansione dell'agricoltura in termini di superficie, la Riforma Fondiaria è stato l'intervento che ha inciso sul riordino della proprietà fondiaria e sulla struttura della società rurale. Dati gli scopi che si prefiggeva, la riforma si è attuata principalmente nelle aree interessate dal latifondo, la forma di gestione della terra più antieconomica e più immobilista. Le aree interessate dal latifondismo erano caratterizzate da una bassissima densità di popolazione, concentrata nei centri abitati e obbligata ad un pendolarismo quotidiano per svolgere i lavori nelle terre ottenute in concessione, con la formula dell'affitto o del contratto di compartecipazione agraria stagionale, una forma riconducibile alla mezzadria non appoderata.
La Riforma venne attuata in gran parte negli anni cinquanta, con l'espropriazione delle terre, la ripartizione in unità poderali, la realizzazione delle case coloniche e delle altre infrastrutture necessarie all'esercizio stabile dell'attività agricola con la forma di conduzione diretta (piccola proprietà contadina). I poderi furono assegnati dando la priorità agli strati sociali più bisognosi. Parallelamente si avviarono gli Enti territoriali che dovevano occuparsi non solo di gestire operativamente la riforma, ma anche di applicare i piani di sostegno indispensabili per promuovere lo sviluppo agricolo. In seguito questi enti sono stati convertiti attribuendo loro la funzione di assistenza e divulgazione. I poderi ottenuti in concessione dovevano essere riscattati in un trentennio, al termine del quale gli assegnatari diventavano proprietari a tutti gli effetti.

## La crisi dei poderi
A partire dagli anni sessanta l'evoluzione del sistema economico in Italia ha determinato la progressiva scomparsa del podere secondo la sua tradizionale funzione. L'avvicendamento del settore industriale e, in seguito del terziario, come settori trainanti alimentò flussi migratori interni verso gli agglomerati industriali e urbani, con il conseguente spopolamento delle campagne. L'integrazione fra società rurale e società urbana, l'evoluzione dei consumi, il passaggio da un'economia di sussistenza, orientata prevalentemente all'autoconsumo, ad un'economia di mercato, la meccanizzazione agraria sono fattori che nel complesso hanno provocato la crisi del podere come unità elementare della produzione agricola e la sua definitiva scomparsa come struttura agraria, pur conservando talvolta nel territorio come struttura fondiaria.
La famiglia contadina è andata trasformandosi, sia nel numero dei componenti sia nella composizione, con lo spostamento dei giovani, soprattutto di sesso maschile, verso altri settori produttivi. Nel contempo la dimensione aziendale dei poderi diventò insufficiente a garantire un reddito familiare. Insieme a queste tendenze, la realtà dei poderi è stata drasticamente rivoluzionata con la PAC nel corso degli anni settanta e ottanta: la Politica delle strutture, l'organizzazione comune dei mercati, la specializzazione produttiva e altri contesti hanno trasformato la figura del piccolo proprietario contadino in quella dell'imprenditore agricolo a titolo principale, con l'introduzione di forme di gestione che vedono un'espansione delle superfici e la trasformazione del podere in azienda agraria rivolta al mercato. Contemporaneamente, l'evoluzione normativa della regolamentazione dei contratti agrari negli anni ottanta ha determinato la scomparsa totale della mezzadria e di altre forme di gestione associativa. 
La realtà dei poderi in molte zone è stata sostituita da una urbanizzazione delle campagne, dalla variazione della destinazione d'uso della casa colonica e, spesso, dello stesso podere.